# شيلي غوتييه
شيلي غوتييه هي دراجة كندية، ولدت في 31 أكتوبر 1968 في نياجارا فولز في كندا.